# Vœgtlinshoffen
Vœgtlinshoffen [fœktlinsofən]  est une commune française située dans la circonscription administrative du Haut-Rhin et, depuis le 1er janvier 2021, dans le territoire de la Collectivité européenne d'Alsace, en région Grand Est.
Cette commune se trouve dans la région historique et culturelle d'Alsace.
C'est un village alsacien traditionnel comptant de nombreux vignerons indépendants ou coopérateurs.

## Géographie
La commune est située sur un promontoire à 340 m d'altitude, sur la route des vins d'Alsace. En sortant d'Eguisheim, prendre à la sortie du village la route montagneuse, au milieu des vignes, et l'on arrive au pied du village de Husseren-les-Châteaux que surplombent les trois châteaux ; une route à mi-côte se dirige vers le sud.
Vœgtlinshoffen fait partie de l'arrondissement de Colmar-Ribeauvillé et du canton de Wintzenheim. Depuis l'entrée de Vœgtlinshoffen, on jouit d'une vue superbe sur Colmar, la plaine du Rhin, la Forêt-Noire et le Kaiserstuhl.
C'est une des 188 communes du parc naturel régional des Ballons des Vosges.

### Lieux et écarts
- Weyermattle (ou Truchsess)
- Bildstoecklein
- Haberlet
- Langenberg

### Communes limitrophes
|  | Husseren-les-Châteaux | Eguisheim      |
|  | Vœgtlinshoffen        | Obermorschwihr |
|  | Gueberschwihr         | Hattstatt      |

### Hydrographie

#### Réseau hydrographique
La commune est dans le bassin versant du Rhin au sein du bassin Rhin-Meuse. Elle est drainée par le Langgraben,.

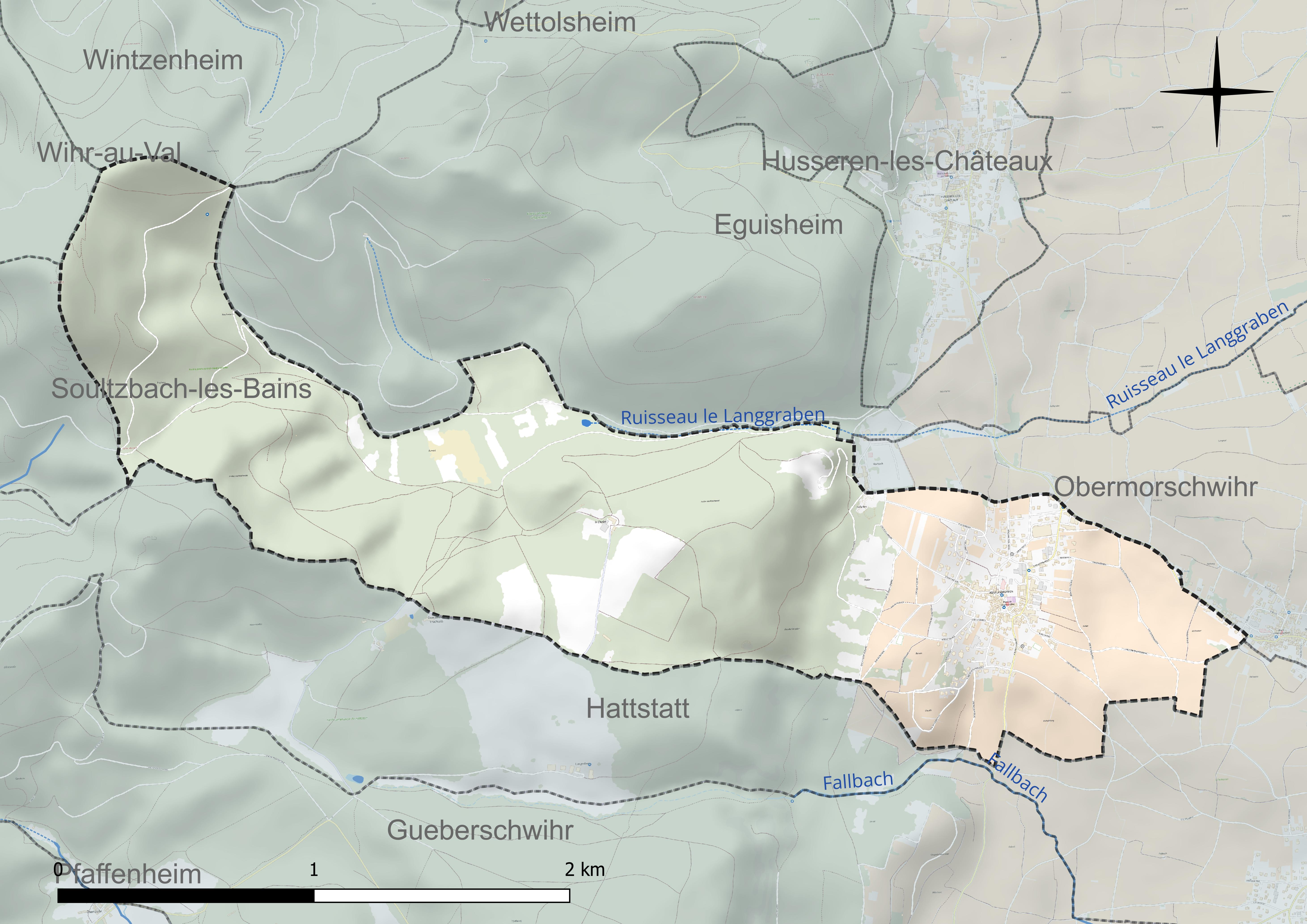
Réseau hydrographique de Voegtlinshoffen.

#### Gestion et qualité des eaux
Le territoire communal est couvert par le schéma d'aménagement et de gestion des eaux (SAGE) « Lauch ». Ce document de planification concerne les bassins versants de la Lauch, de l’Ohmbach et du Rimbach, dont le territoire s'étend sur 358 km2. Le périmètre a été arrêté le 7 mars 2013 et le SAGE proprement dit a été approuvé le 15 janvier 2020. La structure porteuse de l'élaboration et de la mise en œuvre est le syndicat mixte « Rivières de Haute-Alsace ». 
La qualité des cours d’eau peut être consultée sur un site dédié géré par les agences de l’eau et l’Agence française pour la biodiversité. 

### Climat
Pour des articles plus généraux, voir Climat du Grand Est et Climat du Haut-Rhin.
En 2010, le climat de la commune est de type climat des marges montargnardes, selon une étude du Centre national de la recherche scientifique s'appuyant sur une série de données couvrant la période 1971-2000. En 2020, Météo-France publie une typologie des climats de la France métropolitaine dans laquelle la commune est exposée à un climat semi-continental et est dans la région climatique  Vosges, caractérisée par une pluviométrie très élevée (1 500 à 2 000 mm/an) en toutes saisons et un hiver rude (moins de 1 °C). 
Pour la période 1971-2000, la température annuelle moyenne est de 10 °C, avec une amplitude thermique annuelle de 17,3 °C. Le cumul annuel moyen de précipitations est de 829 mm, avec 9,4 jours de précipitations en janvier et 9,6 jours en juillet. Pour la période 1991-2020, la température moyenne annuelle observée sur la station météorologique de Météo-France la plus proche, « Rouffach - Sa », sur la commune de Rouffach à 7 km à vol d'oiseau, est de 11,5 °C et le cumul annuel moyen de précipitations est de 621,8 mm. 
La température maximale relevée sur cette station est de 39,3 °C, atteinte le 13 août 2003 ; la température minimale est de −17,5 °C, atteinte le 13 janvier 1987,,. 
Les paramètres climatiques de la commune ont été estimés pour le milieu du siècle (2041-2070) selon différents scénarios d'émission de gaz à effet de serre à partir des nouvelles projections climatiques de référence DRIAS-2020. Ils sont consultables sur un site dédié publié par Météo-France en novembre 2022.

## Urbanisme

### Typologie
Au 1er janvier 2024, Vœgtlinshoffen est catégorisée ceinture urbaine, selon la nouvelle grille communale de densité à sept niveaux définie par l'Insee en 2022.
Elle est située hors unité urbaine. Par ailleurs la commune fait partie de l'aire d'attraction de Colmar, dont elle est une commune de la couronne,. Cette aire, qui regroupe 95 communes, est catégorisée dans les aires de 50 000 à moins de 200 000 habitants,.

### Occupation des sols

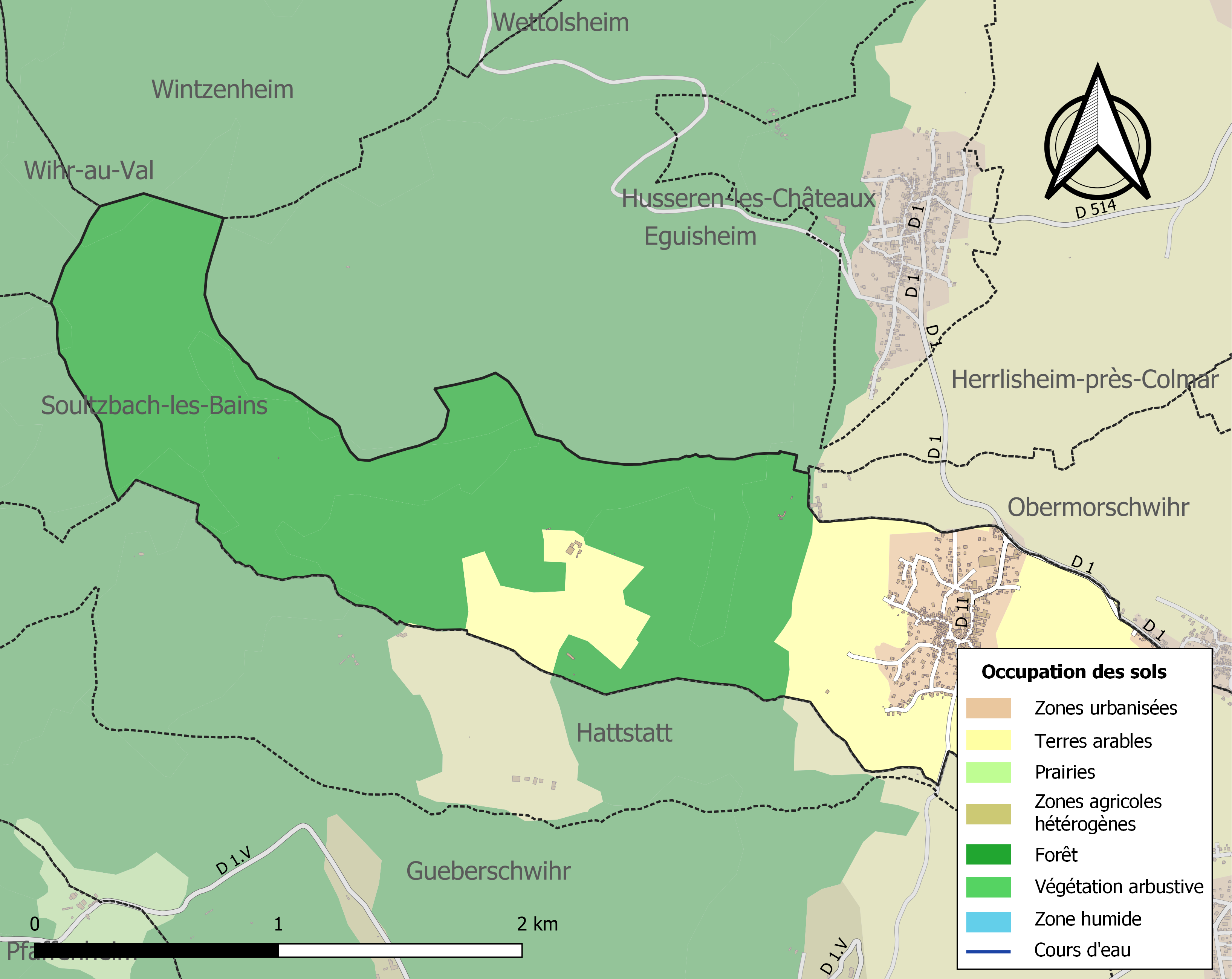
Carte des infrastructures et de l'occupation des sols de la commune en 2018 (CLC).

L'occupation des sols de la commune, telle qu'elle ressort de la base de données européenne d’occupation biophysique des sols Corine Land Cover (CLC), est marquée par l'importance des forêts et milieux semi-naturels (60,8 % en 2018), une proportion identique à celle de 1990 (60,8 %). La répartition détaillée en 2018 est la suivante : 
forêts (60,8 %), cultures permanentes (25 %), zones urbanisées (7,7 %), terres arables (6,5 %).
L'IGN met par ailleurs à disposition un outil en ligne permettant de comparer l’évolution dans le temps de l’occupation des sols de la commune (ou de territoires à des échelles différentes). Plusieurs époques sont accessibles sous forme de cartes ou photos aériennes : la carte de Cassini (XVIIIe siècle), la carte d'état-major (1820-1866) et la période actuelle (1950 à aujourd'hui).

## Histoire

### Préhistoire
C'est à Vœgtlinshoffen qu'a été découvert l'un des plus anciens site paléolithiques du Haut-Rhin, de type moustérien.

### Apparition du village
On retrouve des traces de Vocelines hoven (ferme de Vozelin) dès 1188. Le village faisait partie du Mundat de Rouffach appartenant à l'évêque de Strasbourg. Il devient ensuite un fief des seigneurs de Schwartzenberg et des nobles von Ehlingen. En 1298, le comte de Ferrette, Thiébault, en guerre avec l'évêque de Strasbourg  fait détruire le cimetière fortifié du village. Vers 1460 ce sont les Habsbourg qui prennent possession du village qui le cèdent ensuite en fief aux seigneurs de Hattstatt. À la suite du décès de Nicolas de Hattstatt en 1585, le dernier de la lignée, le village passe aux mains des barons de Schauenbourg qui le conservent jusqu'à la Révolution.

### Couvent de franciscains
Non loin de l'abbaye de Marbach se trouvait un couvent de franciscains dit de « la Cascade » (zum Wasserfall) qui fut détruit pendant la guerre des Paysans.

### Guerre de Trente Ans
La guerre de Trente Ans est cruelle pour les habitants qui se voient obligés de quitter la commune pour se réfugier ailleurs. Le village est mis à sac et détruit par les troupes du général Bernard, duc de Saxe-Weimar. On dénombre en 1660 sur les dix-sept bourgeois qui occupaient le village avant la guerre de Trente Ans, plus qu'un seul bourgeois originaire de la commune.

### L'économie locale redémarre

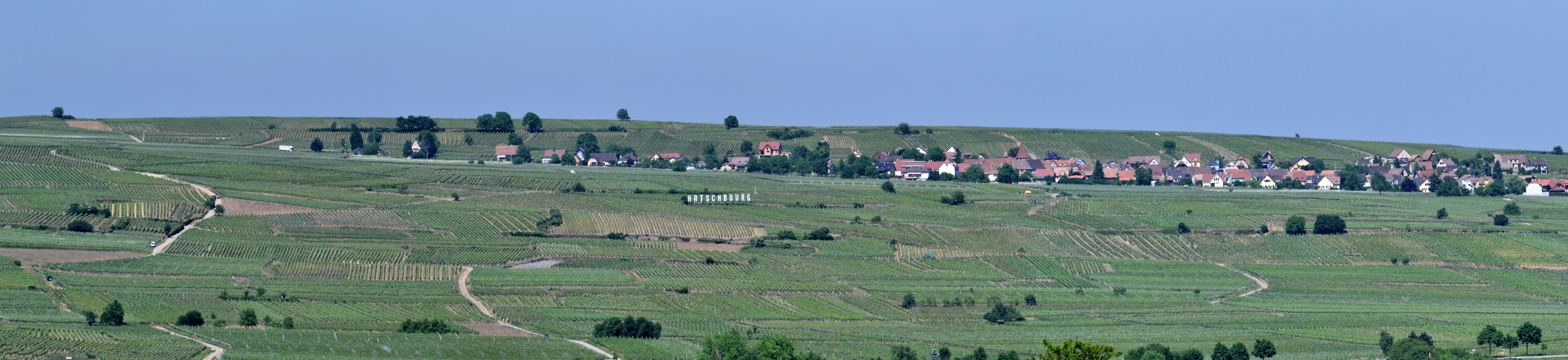
Vignoble grand cru Hatschbourg, Hattstatt et Vœgtlinshoffen.

Le vignoble occupait jadis la plupart des habitants avec les tonneliers rattachés à la corporation de Colmar. Plus tard on découvre aussi quelques petites industries de façonnage de bois, de fer et de textile. Au XIXe siècle des ouvriers de la commune travaillent à la carrière. Au XXIe siècle, la grande partie des habitants sont encore viticulteurs. Le grand cru Hatschbourg et le muscat d'Alsace font la renommée de Vœgtlinshoffen. Le gewurztraminer, le pinot-gris et le pinot rivalisent avec n'importe quelle autre contrée alors que le riesling, par son goût du terroir, fait le délice de l'amateur de vin.

### Seconde Guerre mondiale
Au cours de la Seconde Guerre mondiale, le village est annexé par les Allemands. Le village ne redeviendra français que le 4 février 1945.

### Fêtes au village
- Fête du village Rabseppifascht le deuxième week-end du mois de juillet.
- Fête patronale le 6 décembre à la Saint-Nicolas.

### Héraldique
| Blason de Vœgtlinshoffen | Les armes de Vœgtlinshoffen se blasonnent ainsi : « De gueules à la crosse d'évêque d'argent en pal au pied fiché, au sautoir d'or brochant, à trois besants de même en pointe posés un et deux, le premier brochant sur le fût de la crosse. » |

## Vignoble et crus du village
Vignoble modèle dès 1929. Roi du muscat. Grand Cru du Hatschbourg situé à cheval entre les communes de Hattstatt et Vœgtlinshoffen.

## Politique et administration

### Budget et fiscalité 2015

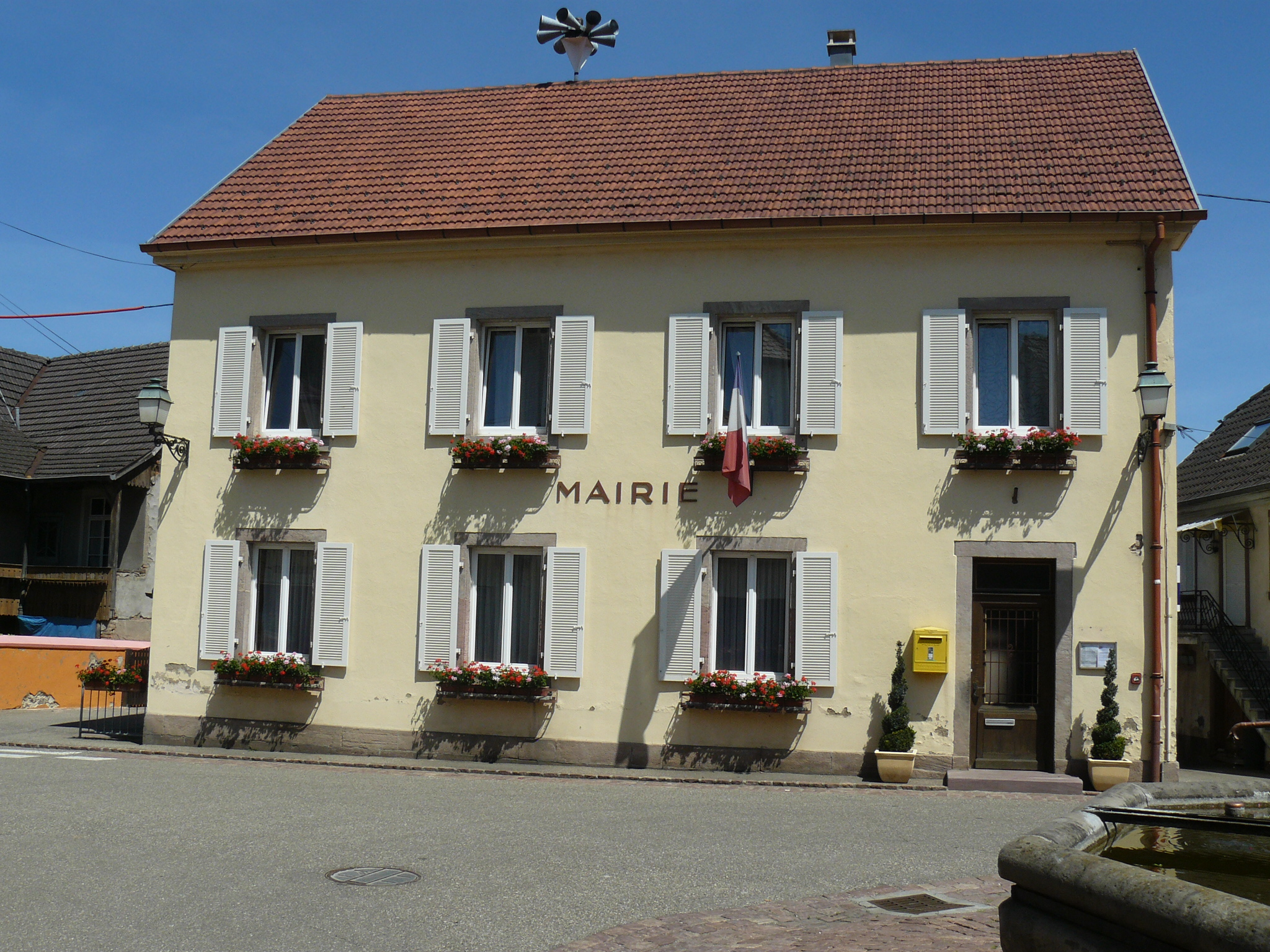
Mairie.

En 2015, le budget de la commune était constitué ainsi :
- total des produits de fonctionnement : 420 000 €, soit 755 € par habitant ;
- total des charges de fonctionnement : 322 000 €, soit 579 € par habitant ;
- total des ressources d’investissement : 193 000 €, soit 346 € par habitant ;
- total des emplois d’investissement : 275 000 €, soit 494 € par habitant.
- endettement : 21 000 €, soit 38 € par habitant.

Avec les taux de fiscalité suivants :
- taxe d’habitation : 15,05 % ;
- taxe foncière sur les propriétés bâties : 10,98 % ;
- taxe foncière sur les propriétés non bâties : 54,07 % ;
- taxe additionnelle à la taxe foncière sur les propriétés non bâties : 50,60 % ;
- cotisation foncière des entreprises : 23,03 %.

### Liste des maires
| Période      | Période      | Identité          | Étiquette | Qualité |
| ------------ | ------------ | ----------------- | --------- | --- |
| 1965         | 1977         | Charles Vorburger |           | |
| 1977         | 1995         | Joseph Kornman    |           | |
| mars 1995    | juillet 2017 | Jacques Cattin    | UMP → LR  | Viticulteur récoltant Conseiller régional, suppléant du député Marc Dumoulin (1997-2002), puis du député Jean-Louis Christ (2002-2007) Député (2017-2022) |
| juillet 2017 | en cours     | Cécile Mamprin    |           | |

## Démographie
L'évolution du nombre d'habitants est connue à travers les recensements de la population effectués dans la commune depuis 1793. Pour les communes de moins de 10 000 habitants, une enquête de recensement portant sur toute la population est réalisée tous les cinq ans, les populations de référence des années intermédiaires étant quant à elles estimées par interpolation ou extrapolation. Pour la commune, le premier recensement exhaustif entrant dans le cadre du nouveau dispositif a été réalisé en 2007.

En 2022, la commune comptait 477 habitants, en évolution de −5,36 % par rapport à 2016 (Haut-Rhin : +0,66 %, France hors Mayotte : +2,11 %).
| 1793 | 1800 | 1806 | 1821 | 1831 | 1836 | 1841 | 1846 | 1851 |
| ---- | ---- | ---- | ---- | ---- | ---- | ---- | ---- | ---- |
| 376  | 475  | 484  | 515  | 584  | 537  | 543  | 557  | 543  |

| 1856 | 1861 | 1866 | 1871 | 1875 | 1880 | 1885 | 1890 | 1895 |
| ---- | ---- | ---- | ---- | ---- | ---- | ---- | ---- | ---- |
| 489  | 484  | 496  | 515  | 556  | 640  | 632  | 667  | 644  |

| 1900 | 1905 | 1910 | 1921 | 1926 | 1931 | 1936 | 1946 | 1954 |
| ---- | ---- | ---- | ---- | ---- | ---- | ---- | ---- | ---- |
| 635  | 617  | 593  | 442  | 456  | 468  | 433  | 386  | 395  |

| 1962 | 1968 | 1975 | 1982 | 1990 | 1999 | 2006 | 2007 | 2012 |
| ---- | ---- | ---- | ---- | ---- | ---- | ---- | ---- | ---- |
| 435  | 434  | 387  | 392  | 446  | 478  | 531  | 539  | 531  |

| 2017 | 2022 | - | - | - | - | - | - | - |
| ---- | ---- | - | - | - | - | - | - | - |
| 489  | 477  | - | - | - | - | - | - | - |

## Lieux et monuments

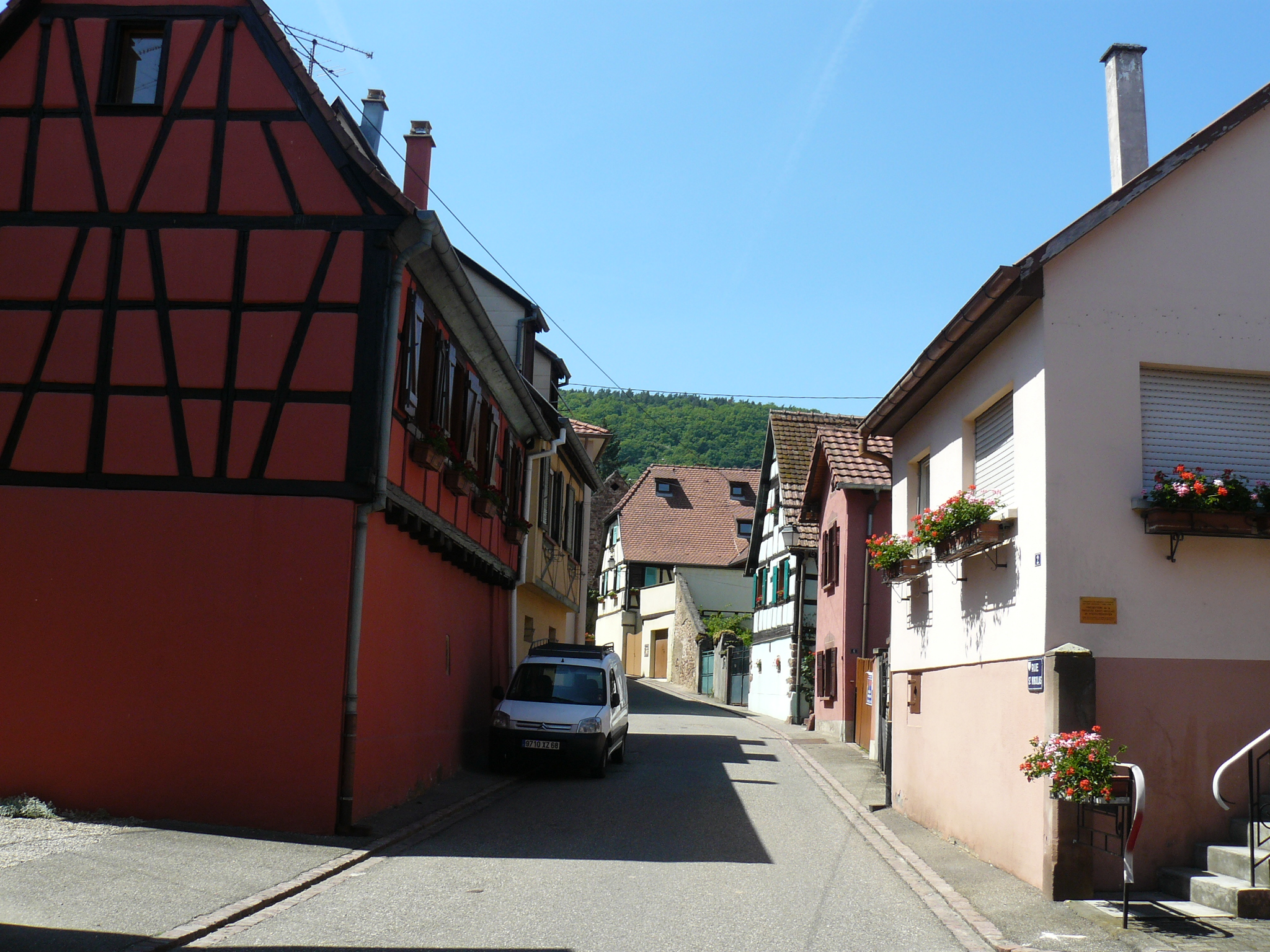
La rue principale et ses maisons à colombages
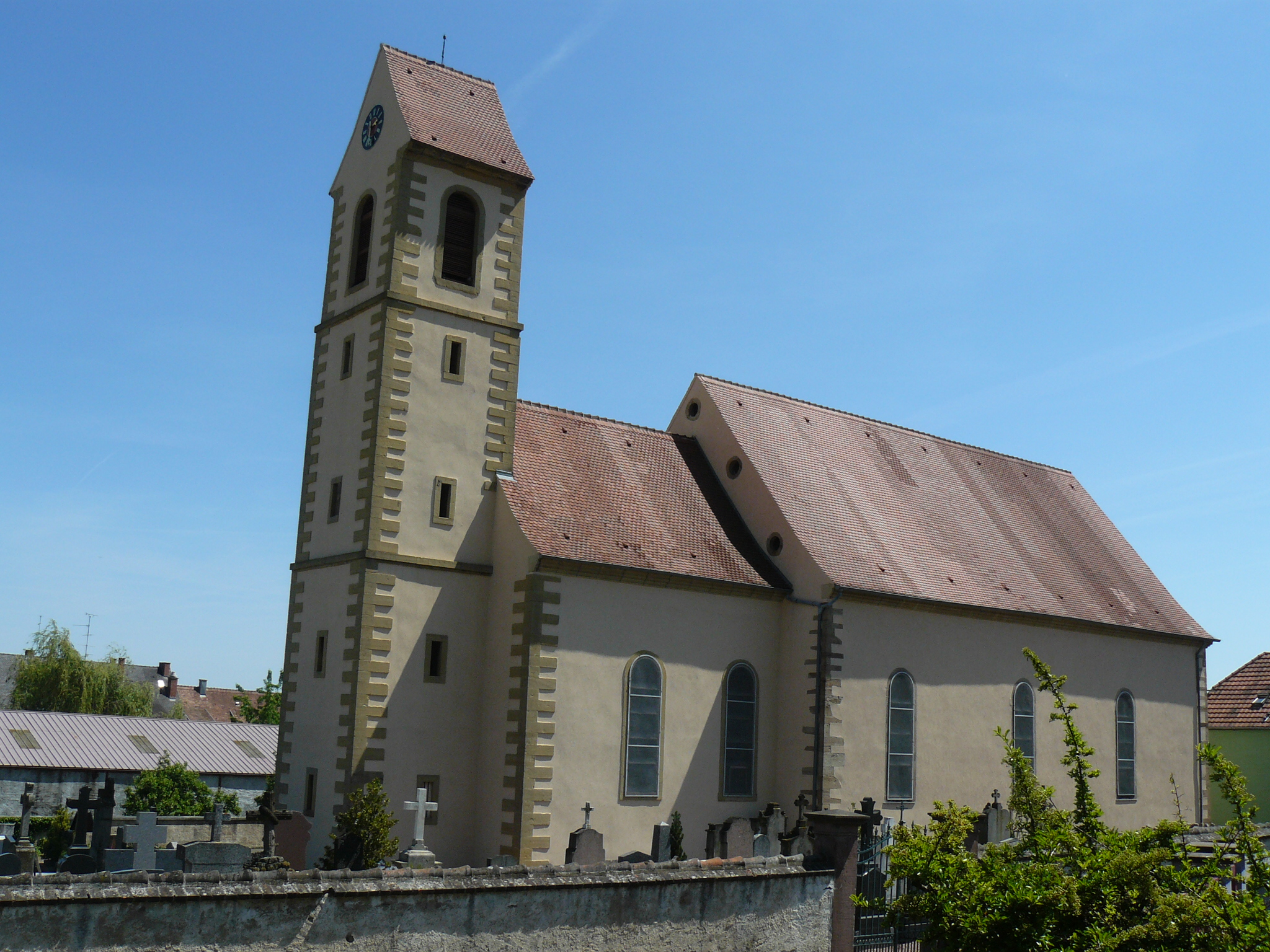
Église Saint-Nicolas et son clocher en bâtière
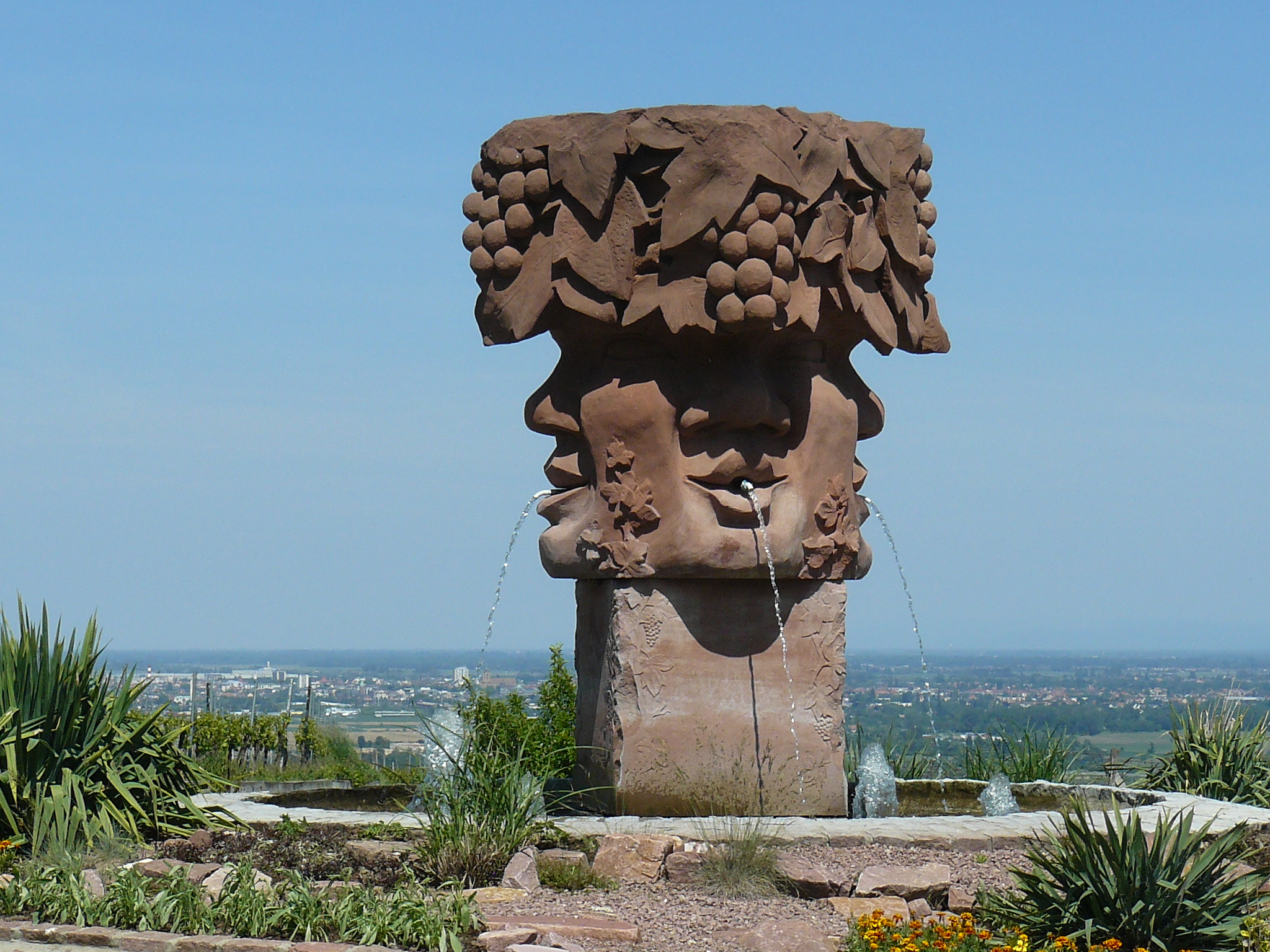
Fontaine appelée fontaine de Bacchus

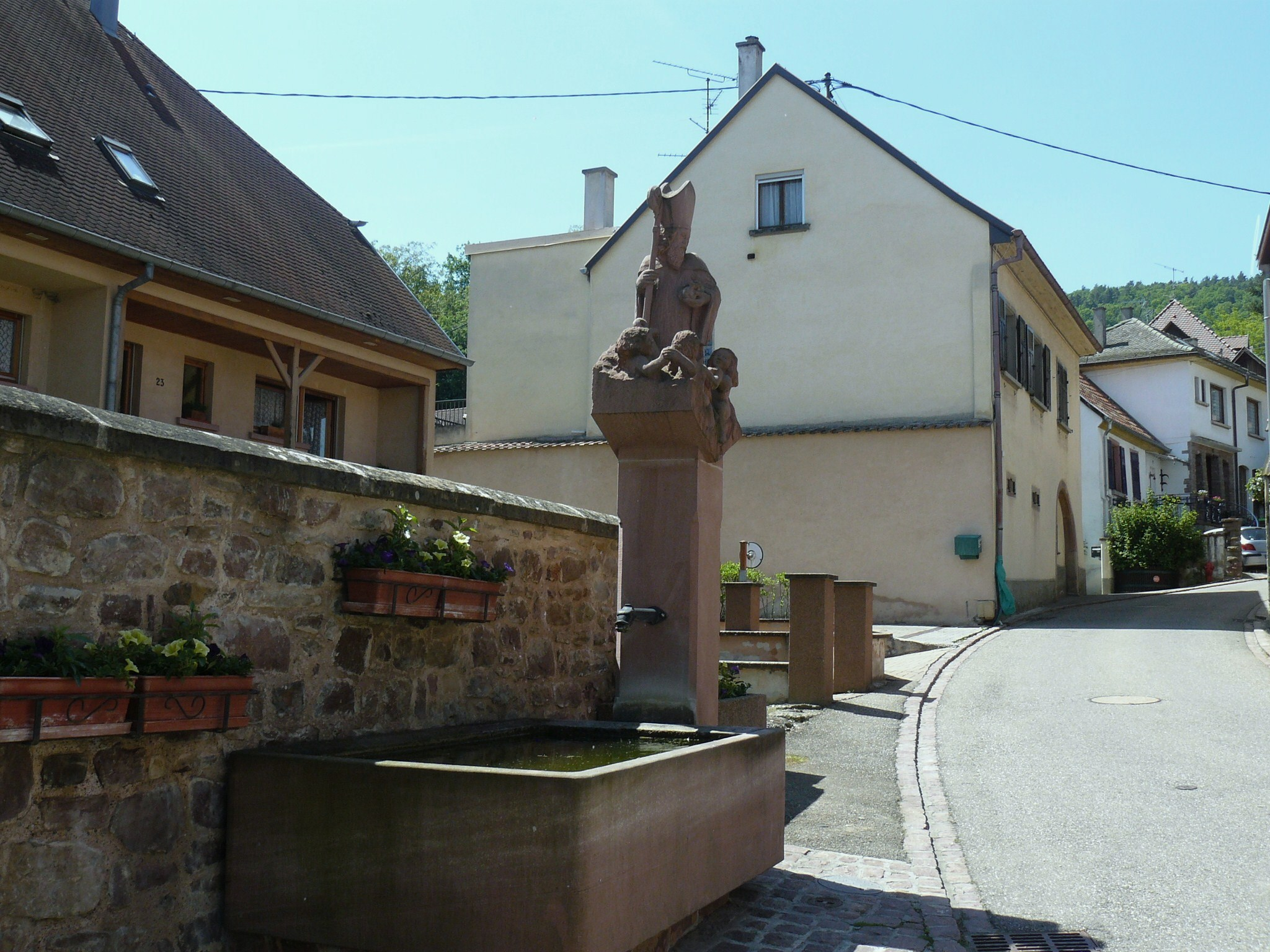
Fontaine Saint-Nicolas
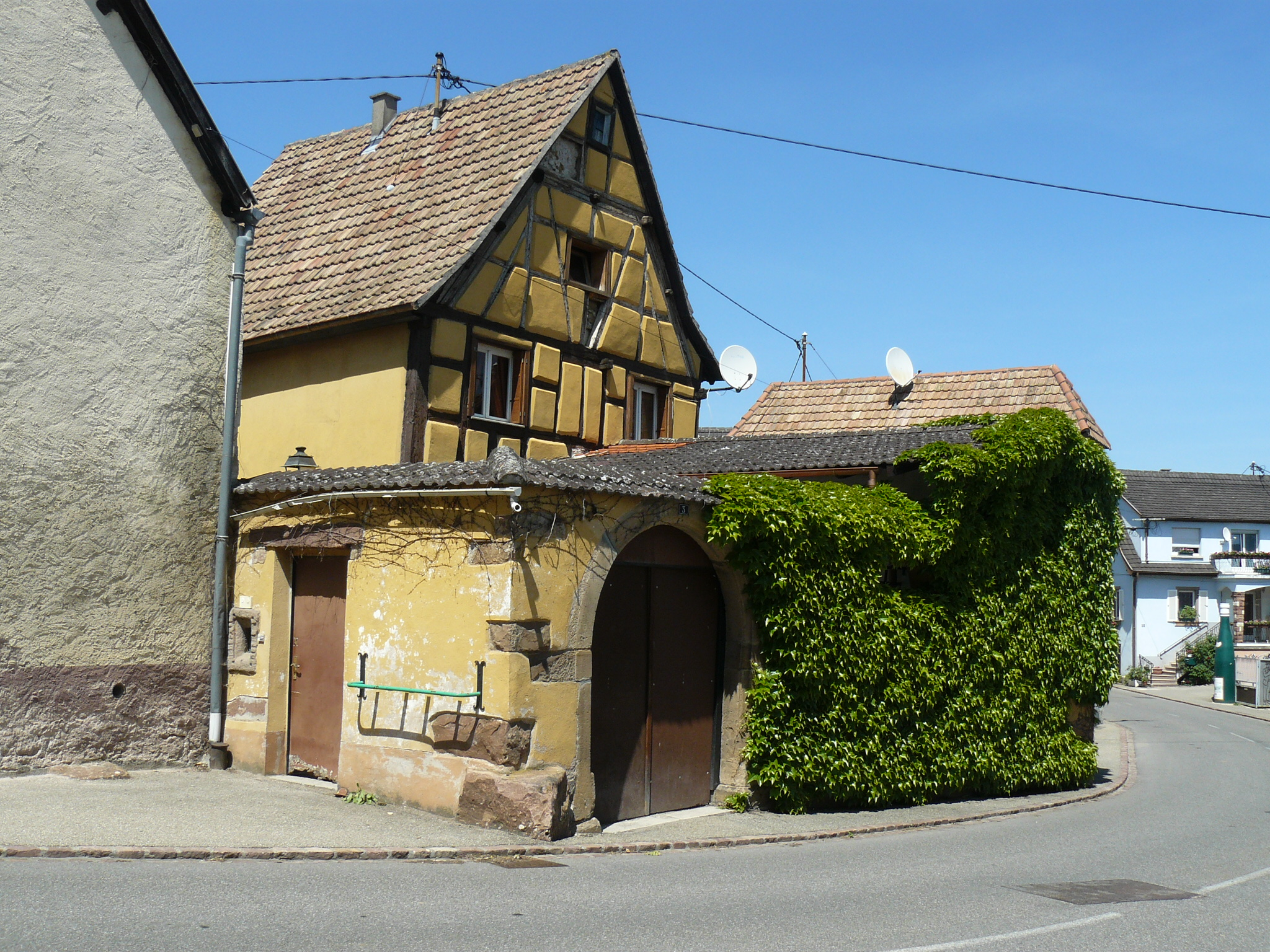
Ancienne maison vigneronne
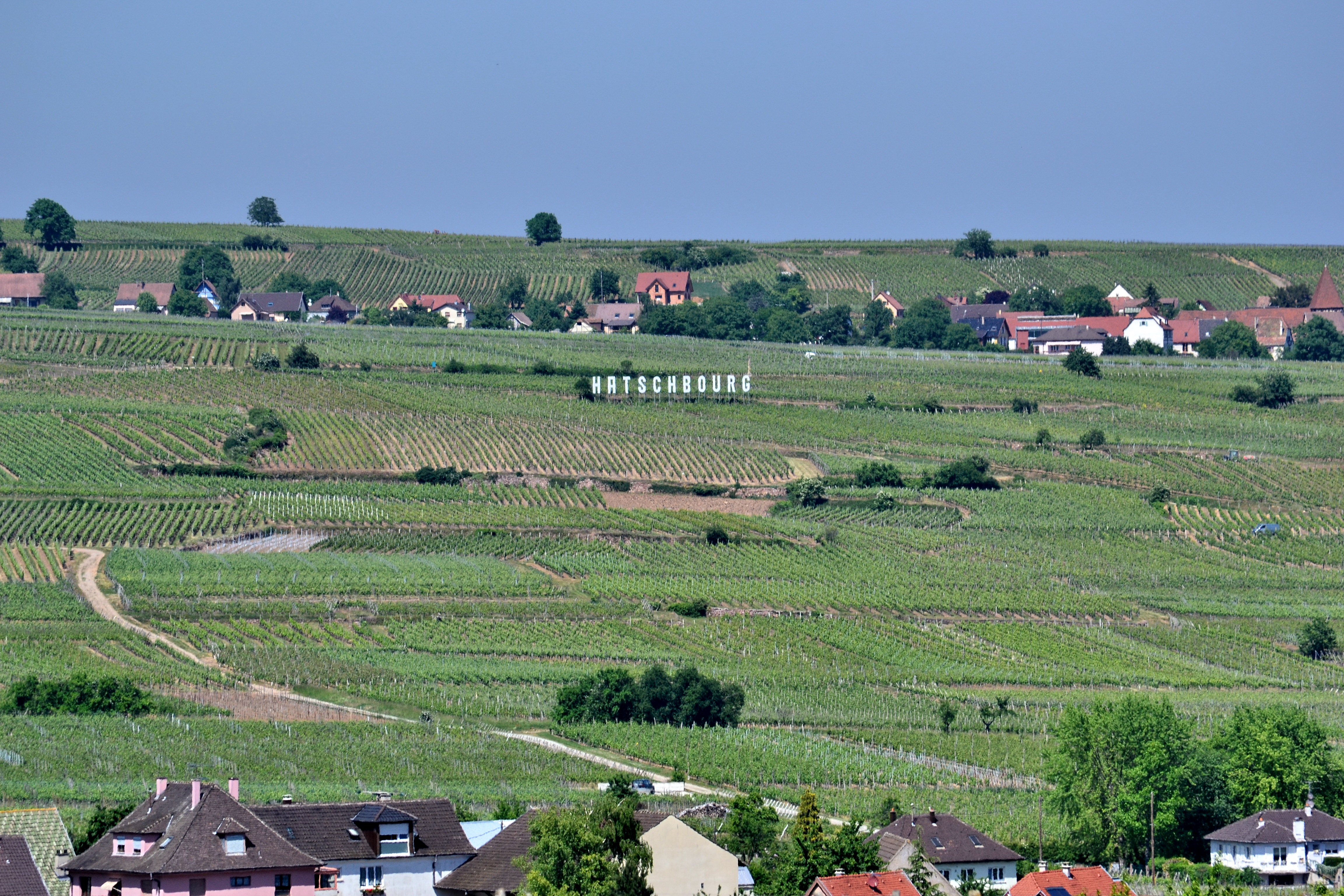
Vignoble Hatschbourg

### Église Saint-Nicolas
L'église primitive date de 1145 et a été consacrée par l'évêque Ortlieb de Bâle sous le patronage de saint Nicolas.
L'église actuelle a été érigée à 100 mètres de l'ancien édifice devenu trop petit qui fut détruit pour être remplacé par un bâtiment plus grand. La nouvelle église dont la construction fut d'abord confiée à l'architecte Jean-Baptiste Chassain, ne fut pas exécuté. Construite par Zeller, la nouvelle église est achevée en 1788 puis bénie.
L'orgue de tribune, de 1769, est de jacques Besançon,,,.

### Maison de vigneron (1681)
Située 3, rue Roger-Frémaux.

### Maison de vigneron (1706)
Située 12, place de la Mairie.

### La Fontaine Le Rabseppela
Le Rabseppela, est une petite statuette sculptée, représentant un petit bonhomme tenant et admirant dans sa main une grappe de raisin.
Elle est située sur la place de la Mairie.

### Monuments commémoratifs
Monument aux Morts sur la façade avant de l'église et monument commémoratif à la mémoire de Roger Frémeaux Maréchal de logis chef

## Personnalités liées à la commune
- Roger Frémeaux Maréchal des logis-Chef - 1er R.E.C. (Légion Étrangère) - R.E.C. Régiment Étranger de Cavalerie[34], tué le 04 février 1945 à Vœgtlinshoffen[35].

## Pour approfondir